# Rinaldo Traini
Rinaldo Traini (Milano, 7 marzo 1931 – Roma, 4 giugno 2019) è stato un editore, storico e sceneggiatore italiano di fumetti.

## Carriera
Nasce da una famiglia di origine romana e dopo aver compiuto gli studi inizia a occuparsi di mezzi di comunicazione di massa. Nel 1960 viene invitato dall'Istituto di Pedagogia dell'Università di Roma, allo scopo di dar vita ad un Archivio Internazionale della Stampa a Fumetti. Collaboratore dell'antropologo Romano Calisi, nel 1965, insieme a Calisi e ad altri, organizzò il Salone Internazionale dei Comics a Bordighera e in quell'occasione fu incaricato di realizzare una mostra sulla storia del fumetto a livello mondiale.
Ha scritto centinaia di articoli sul tema del cartooning, ha dato alle stampe volumi e saggi dedicati ai comics e ha curato varie collane antologiche dedicate ai grandi eroi del fumetto per conto dei più importanti editori italiani.
Proseguendo nella sua professione di scrittore ha creato diverse serie di personaggi a fumetti fra i quali spiccano Rudy X e Yellow Kid, presentati prima su riviste e poi pubblicati come libri di cartoon.
Come scrittore e sceneggiatore ha realizzato testi per autori quali Guido Buzzelli, Roberto Diso e Corrado Mastantuono.
Su incarico di varie istituzioni internazionali ha organizzato mostre in Italia ed in alcuni paesi stranieri quali Brasile, Argentina, Stati Uniti, Francia, Svezia ed altri ancora.
Per la sua attività nel settore del cartooning si è visto assegnare premi e riconoscimenti internazionali tra i quali sono da ricordare il Premio Phenix della francese SOCERLID (Société civile d'etudes et de recherches des littératures dessiné) di Claude Moliterni e Pierre Couperie consegnatogli solennemente nel 1971 al Louvre, il premio di The International Cartoonist Society (l'Associazione che raccoglie quasi tutti i cartoonist che operano in USA) assegnatogli a New York all'Hotel Plaza nell'aprile del 1972 per i servigi resi in favore dei comics (con motivazione firmata da Milton Caniff), il Premio UNICEF ottenuto in occasione dell'Anno Internazionale del Fanciullo del 1979 e il conferimento nel novembre 1998 del titolo di Chevalier de l'Ordre des Arts et des Lettres (Cavaliere dell'Ordine delle Arti e delle Lettere) da parte de La Ministre de la Culture et de la Communication, la Signora Catherine Trautmann della Repubblica di Francia (un riconoscimento che è stato assegnato a pochi altri italiani tra i quali Hugo Pratt) consegnato in una cerimonia ufficiale nell'Aula Magna della Fiera di Roma dal funzionario rappresentante del Ministro della Cultura francese David Cameo.
È stato delegato ufficiale in rappresentanza dell'Italia al Congresso dei Comics tenutosi a San Paolo del Brasile organizzato presso il Museo d'Arte dal Professor Pier Maria Bardi e dalla Escola Panamericana de Arte nel dicembre del 1971 e alla International Convention tenutasi a New York nell'aprile del 1972 organizzata da The National Cartoonist Society.
È stato docente per 11 anni, dirigendo corsi post-universitari incentrati sul tema dei comics e del cinema di animazione, presso lo SPICS (Studio Paolino Internazionale della Comunicazione Sociale) dell'Istituto S. Paolo di Roma frequentato, non solo da laici, ma anche da sacerdoti e missionari. I corsi oltre a fornire strumenti storici e critici avevano la finalità di proporre presso gli operatori l'utilizzazione dei fumetti quale mezzo di aggregazione e comunicazione nel terzo mondo.
Fu un suo progetto a dare il via alla nascita della Casa Editrice Comic Art che realizzò le riviste Comic Art, diretta per 15 anni da Traini, e L'Eternauta diretta tra gli altri anche da Oreste Del Buono. Nel corso dell'attività vennero prodotti oltre 2.700 titoli.
Traini si è anche occupato di animazione e per diversi anni ha diretto per RAI UNO il programma pomeridiano della Tv dei ragazzi.
La sua cinquantennale attività gli ha dato ampia notorietà tanto da essere citato nella Enciclopedia Italiana Treccani e nel Dizionario Enciclopedico edito dalla UTET.

### Mostre e iniziative culturali di pubblico
Già parte del gruppo fondatore del Salone a Bordighera nel 1965, dal 1969 al 1992 Rinaldo Traini dirige il Salone Internazionale dei Comics a Lucca. Il Salone cresce fino a diventare, negli anni, un evento di rilevanza internazionale: dispone di quattordici corrispondenti stranieri con sede e incarichi divulgativi/culturali all'estero e registra la partecipazione di quindici delegazioni internazionali con l'adesione ufficiale dei rappresentanti di trentacinque nazioni.
Nel 1993 fonda a Roma la manifestazione di fumetti Expocartoon. Expocartoon si svolge in due edizioni annuali presso la Fiera di Roma e l'edizione autunnale - la più importante - include il Salone Internazionale dei Comics, del Film di Animazione e dell'Illustrazione, a cura dell'Ente Culturale Immagine - Centro di Studi Iconografici, che assegna i premi Yellow Kid, Caran D'Ache e Fantoche.
Nel corso degli anni la manifestazione, che dichiara un afflusso di circa centomila visitatori, coinvolge un numero crescente di autori e grandi editori, ampliandosi successivamente all'ambito dell'entertainment e dei games e patrocinando il consolidamento di iniziative aggregative locali come la Federazione Ludica Romana, coordinamento di numerose associazioni ludiche di Roma e del Lazio attiva dal 1999 al 2004.
Il primo ciclo di Expocartoon si conclude improvvisamente con la XIV edizione di novembre 2000 a causa di problemi personali di Traini.
La manifestazione viene riproposta successivamente, nel novembre 2001, presso le aree espositive monumentali dell'EUR, come il Palazzo della civiltà del lavoro, e poi, con un'organizzazione ampiamente modificata, presso la sede congressuale dell'Ergife Palace Hotel fino all'ultima edizione svoltasi nel maggio 2005 al Palalottomatica dell'EUR.